# 31189 Tricomi
31189 Tricomi este un asteroid din centura principală de asteroizi.

## Descriere
31189 Tricomi este un asteroid din centura principală de asteroizi. A fost descoperit pe 27 decembrie 1997 la Prescott (Arizona) de Paul G. Comba. Asteroidul prezintă o orbită caracterizată de o semiaxă mare de 2,53 ua, o excentricitate de 0,19 și o înclinație de 10,5° în raport cu ecliptica.